# Saint-Aubin-d'Écrosville
Saint-Aubin-d'Écrosville is een gemeente in het Franse departement Eure (regio Normandië) en telt 563 inwoners (1999). De plaats maakt deel uit van het arrondissement Évreux.

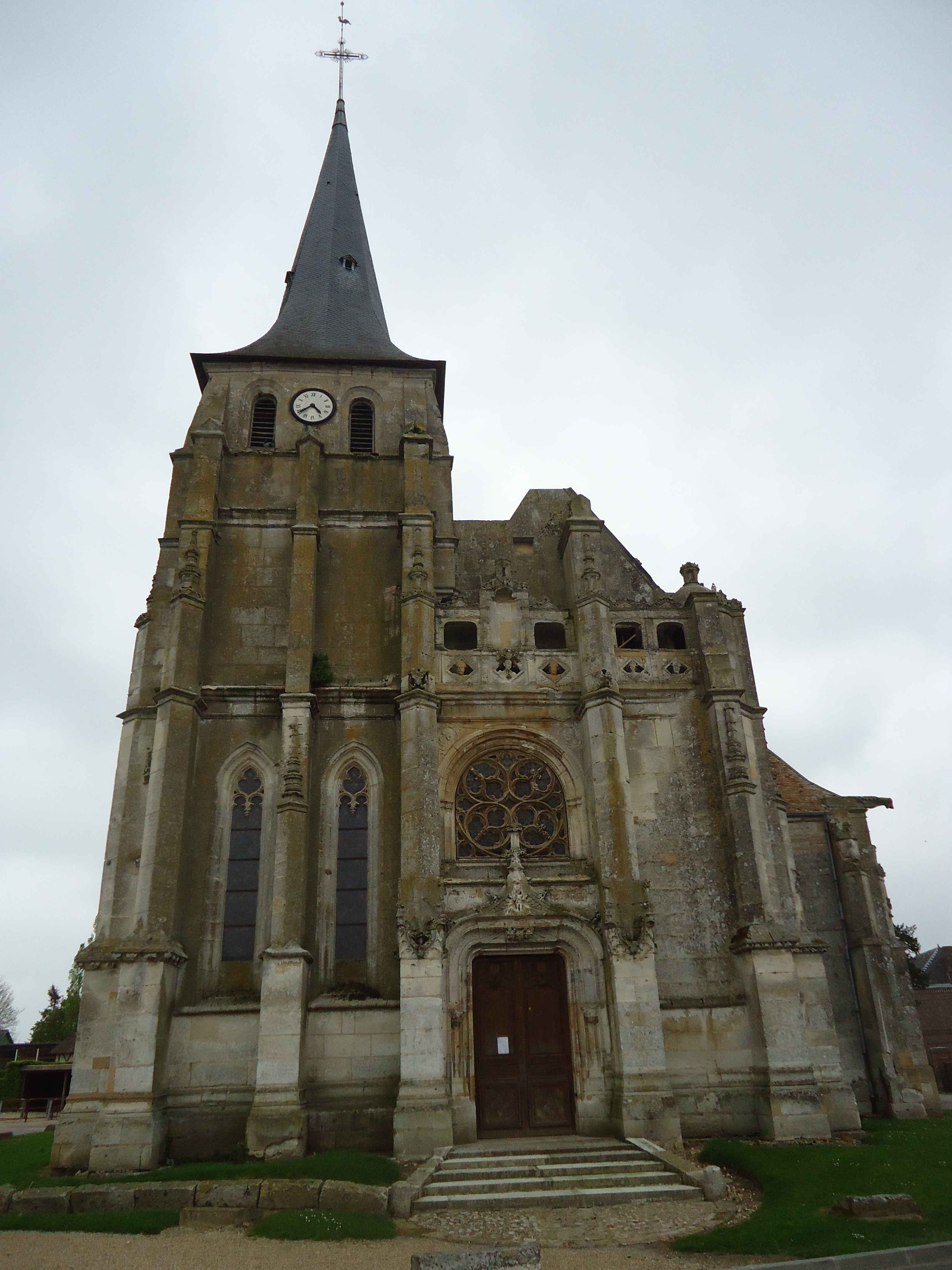
Kerk van Saint-Aubin-d'Écrosville
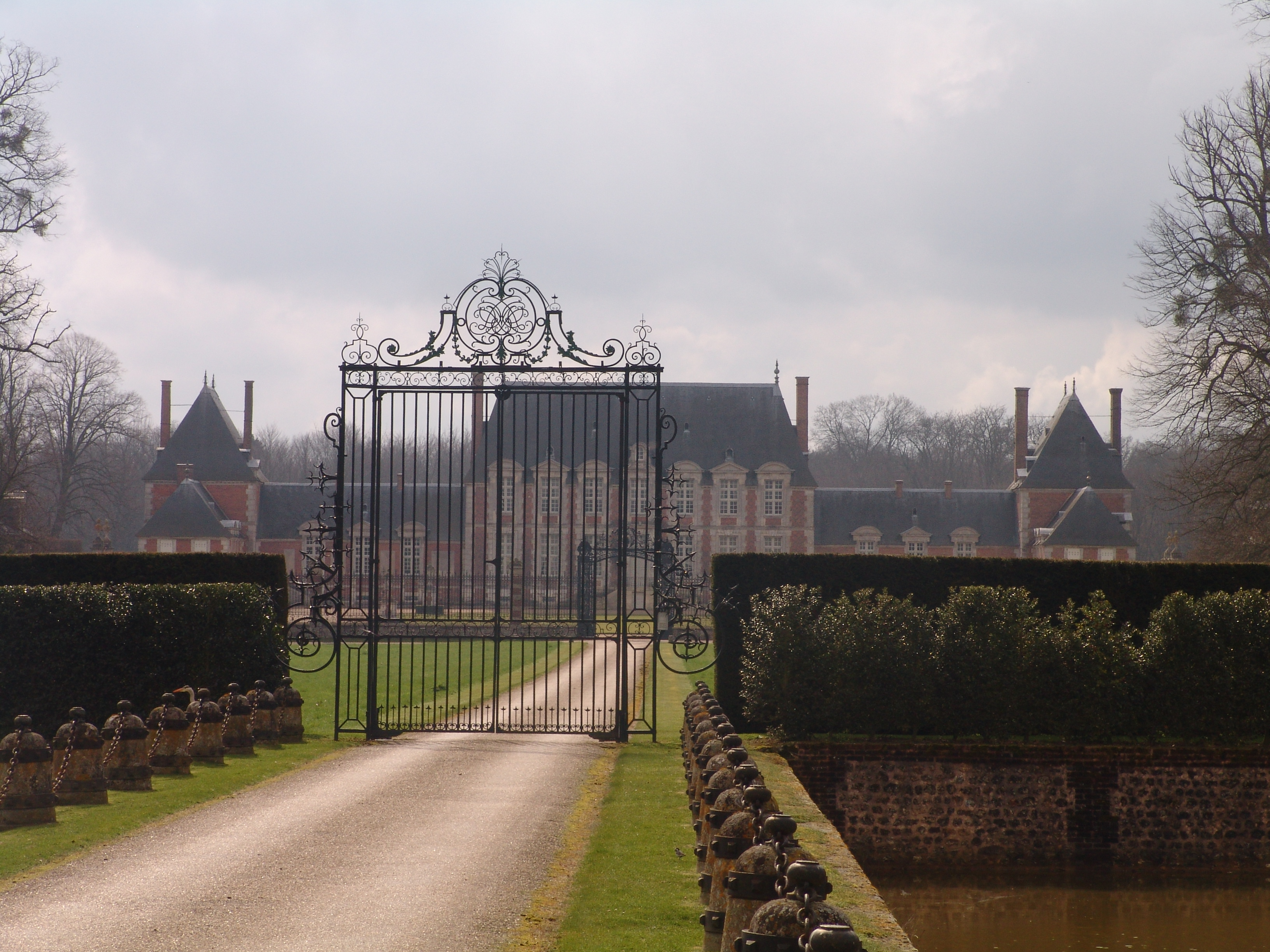
Kasteel van Saint-Aubin-d'Écrosville

## Geografie
De oppervlakte van Saint-Aubin-d'Écrosville bedraagt 14,6 km², de bevolkingsdichtheid is 38,6 inwoners per km².
De onderstaande kaart toont de ligging van Saint-Aubin-d'Écrosville met de belangrijkste infrastructuur en aangrenzende gemeenten.

## Demografie
Onderstaande figuur toont het verloop van het inwonertal (bron: INSEE-tellingen).

## Geboren
- Louis Auzoux (1797-1880), arts en anatoom